# Alojzy Kosiba
Alojzy Kosiba (właśc. Piotr Kosiba; ur. 29 czerwca 1855 w Libuszy k. Gorlic, zm. 4 stycznia 1939 w Wieliczce) – polski zakonnik, franciszkanin, kwestarz oraz Czcigodny Sługa Boży Kościoła katolickiego.

## Życiorys
Piotr Kosiba urodził się w wielodzietnej rodzinie rolników Jana i Agnieszki z domu Tomalskiej (miał siostrę Ludwikę i brata Jakuba). Został ochrzczony w dniu urodzin (29 czerwca 1855) w parafialnym kościele Narodzenia NMP w Libuszy, a rodzicami chrzestnymi byli Józef Sroka i Marianna Piotrowska. Matka jego w trzecim dniu po urodzeniu drugiej córki, 21 grudnia 1857 zmarła. Ojciec ożenił się wówczas po raz drugi z Apolonią z Kosibów, z którą miał siedmioro następnych dzieci, z których troje zmarło zaraz po urodzeniu. Pierwsze nauki pobierał w parafialnej szkole, w której nauczycielem był miejscowy organista, a następnie uczęszczał pieszo do czteroklasowej szkoły ludowej do Biecza. Od lat dzieciństwa zaczął interesować się wiarą zaszczepioną w domu rodzinnym, często odmawiał różaniec, uczęszczał do kościoła na msze święte, zostając też ministrantem. Z uwagi na trudną sytuację materialną rodziny nie mógł on kontynuować dalszej nauki w gimnazjum, toteż podjął naukę rzemiosła szewskiego w zakładzie majstra Roztworowskiego w Bieczu, otrzymując dyplom czeladnika około 1874. Przebywając w Bieczu zetknął się po raz pierwszy z franciszkanami, zwanymi wówczas reformatami. W czasie nauki zawodu często przychodził do klasztoru reformatów by się tam modlić czy służyć do mszy świętej, a przy okazji przypatrywać się życiu zakonników i z nimi rozmawiać.
Następnie zaczął pracować od 1876 jako szewc w jednym z zakładów szewskich Tarnowa do którego się wtedy przeniósł. Po dwuletniej pracy podjął decyzję wstąpienia do Zakonu Braci Mniejszych Reformatów. 26 maja 1878 po odbyciu w Bieczu rozmowy z prowincjałem o. Konstantym Pacholikiem OFM, został przyjęty do zakonu i skierowany do Jarosławia, gdzie rozpoczął 7 marca 1878 postulat pod okiem wychowawcy o. Melchiora Kruszyńskiego OFM. Następnie, 21 czerwca 1878 w obecności gwardiana o. Joachima Maciejczyka OFM nałożył habit zakonny, obierając imię zakonne Alojzy. Wkrótce kapituła prowincjalna przeniosła gwardiana o. Maciejczyka do klasztoru w Wieliczce, a ten zwrócił się (znając brata Alojzego Kosibę) do prowincjała o. Pacholika, z prośbą o przeniesienie go do Wieliczki. 5 sierpnia 1878 br. Alojzy przybywszy do Wieliczki rozpoczął tam 22 września 1879 nowicjat pod opieką o. Kruszyńskiego, którego znał z Jarosławia. Oprócz podstawowych obowiązków nowicjackich, zajęciem br. Alojzego było szewstwo. Czasami wyjeżdżał on na kwestę z br. Markiem Lichoniem OFM, głównym kwestarzem wielickim. Po roku próby, 22 września 1880 złożył on śluby proste tzw. sympliczne na ręce o. Kruszyńskiego, po których 14 maja 1885 złożył uroczyste śluby zakonne na ręce prowincjała o. Maciejczyka. Podczas pobytu w Wieliczce bardzo często modlił się przed cudownym drewnianym krucyfiksem z XVII wieku Ukrzyżowanego Chrystusa w kaplicy znajdującym się między zakrystią a wejściem do kościoła. Szczególnie wieczorem, po kolacji, lubił modlić się z nowicjuszami, kiedy odmawiał z nimi litanię do Imienia Jezus i modlitwy w rozmaitych intencjach. Jeden ze starszych ojców tak o nim powiedział: 

Nie wiem, czy dałoby się policzyć te wszystkie jego koronki, wyszeptane podczas długich wędrówek kwestarza, te z płaczem odmawiane Litanie do Pana Jezusa Miłosiernego w kaplicy, te wszystkie akty strzeliste: „O mój Jezu, miłosierdzia!”– powtarzane przy każdej okazji. A miał niemały wpływ na Serce Jezusa Miłosiernego, skoro tyle łask wyprosił już za życia. Jego modlitwom polecano przeróżne sprawy i troski, tak klasztorne, jak i dobrodziejów klasztoru, stroskanych, cierpiących i chorych. On gromadził to wszystko, szedł przed Cudowny wizerunek Pana Jezusa Miłosiernego, znajdującego się w krużganku klasztornym, klękał, prosił i jęczał. Nieraz do tej modlitwy wciągał i nas nowicjuszy, te świeże latorośle zakonu, ufając, że tylu głosów musi Pan Bóg wysłuchać. I Pan Bóg wysłuchiwał. Wdzięczni wierni wychwalali Miłosierdzie Boże i serdecznie dziękowali Bratu Alojzemu.

Głównym zajęciem br. Alojzego było kwestowanie. Poza tym zgodnie ze swoim zawodem robił lub naprawiał buty, sandały i paski dla zakonników lub księży oraz zajmował się ubogimi przy furcie, których nazywał „swoimi”. W czasie I wojny światowej, kiedy 27 stycznia 1916 zmarł br. Lichoń, przejął on po nim obowiązek zbierania jałmużny dla klasztoru. W bardzo trudnych warunkach ekonomicznych, br. Alojzy niezmordowanie kwestował, dochodząc nawet aż do podnóża Tatr. Kwesty zajmowały mu od 5 do 6 miesięcy w roku. Przemierzał wiele kilometrów pieszo lub na wozie ciągnionym przez konie. W dalsze okolice jechał niekiedy pociągiem lub w późniejszych czasach autobusem. Wracał zaś na wozie konnym, przysłanym z Wieliczki po uzbierane dary. Zachował się przekaz Franciszka Chytrosia, który jako dwudziestoletni młodzieniec kwestował z nim przez dwa tygodnie w adwencie 1936, który tak o nim m.in. powiedział:

W czasie naszej podróży we wszystkie wolne chwile odmawiał różaniec, a w południe Anioł Pański, nakazując jechać wozem pomału, aby konik się nie męczył. Gdzie tylko stanęliśmy, zbierała się grupka dzieci wokół Ojca Alojzego, który zawsze miał cukierki w kieszeni oraz obrazki, którymi obdarowywał, wymieniając z gromadką żartobliwe figle.

Swoją postawą budził podziw, szacunek i zaufanie zarówno u kapłanów, jak i u świeckich. Inny towarzysz jego kwest Tomasz Duran tak o nim m.in. powiedział:

Kiedy br. Alojzy otrzymał jakieś większe ilości darów (...), a odwiedzając po kweście różne domy stwierdził, że gdzieś jest bieda i nędza, wtedy obdarował biedniejszych ludzi tym, co otrzymał, tak że niejednokrotnie w czasie swej kwestarskiej wędrówki dużo z otrzymanych darów „zgubił” po drodze na rzecz ubogich, którzy zazwyczaj już wyczekiwali na jego przybycie. Obowiązkowi jednak się nie sprzeniewierzał, bo i do klasztoru zawsze przywiózł dary otrzymane z kwesty. Br. Alojzy prosił, ażeby takich uczynków nie rozpowiadać. Dary, które br. Alojzy przywoził do klasztoru, bardzo skrupulatnie przekazywał swym przełożonym, niczego nigdy nie zatrzymując dla siebie. Za pozwoleniem przełożonych posiadał jednak w klasztorze piwniczkę, w której przechowywał otrzymane na kweście niektóre rzeczy, jak owoce i wino, którym potem obdarzał dobrodziejów lub częściej chorych ubogich, potrzebujących wina jako lekarstwa. Darami tymi częstował nieraz swoich współbraci.

O ubogich br. Alojzy troszczył się do ostatnich chwil swego życia, gdy był już śmiertelnie chory i nie mógł spożyć posiłku, poprosił, aby go zaniesiono biednym przy furcie. Jego habit był wyszarzały i połatany. Mieszkał w małej celi (która się zachowała do dzisiaj) o wymiarach: (2,62 × 2,35) m, w której znajdowało się proste drewniane łóżko, mały szewski stołek, miednica na taboreciku, mała szafka, na ścianie wieszak oraz krzyż i parę obrazów świętych (w późniejszych latach wstawiono mu jeszcze niewielki kamyczkowy piecyk).
W miarę upływu lat stan jego zdrowia ulegał systematycznemu pogorszeniu. Podczas kwesty pod koniec 1938 rozchorował się na tyle poważnie, że musiał niebawem powrócić z niej do klasztoru. 2 stycznia 1939 br. Alojzy położył się do łóżka, a wezwany do niego lekarz Roman Wojtaszek stwierdził zapalenie płuc. Trawiony chorobą przy pomocy br. Jacka Krauzego OFM opasał się zakonnym paskiem, w ręce miał koronkę seraficką, którą stale nosił przy pasku, na szyi karmelitański szkaplerz i krzyż z relikwiami, który często całował. Prosił też, aby przy łóżku zawieszono obraz Matki Bożej. Zmarł w swojej celi 4 stycznia 1939 około godz. 20:00 w obecności modlących się współbraci. Po śmierci, zgodnie ze zwyczajem, zwłoki położono na podłodze celi zmarłego, później dębową trumnę, w której je złożono, wystawiono w rozmównicy, a w końcu w przeddzień pogrzebu przeniesiono ją do kościoła. Pochowano go początkowo po decyzji gwardiana o. Sabina Rakiewicza OFM, 7 stycznia na cmentarzu przykościelnym w Wieliczce.

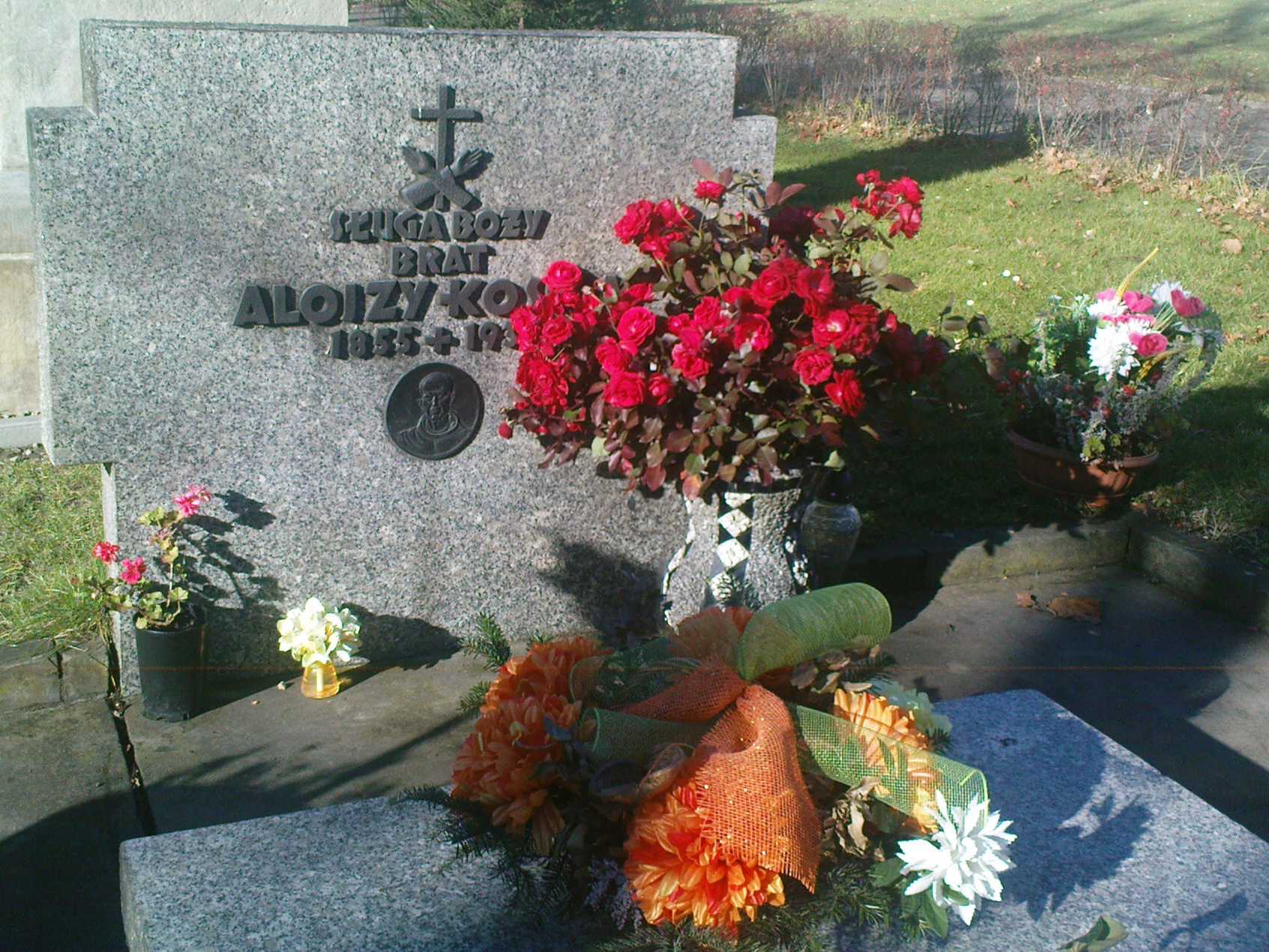
Symboliczny, pierwotny grób br. Alojzego Kosiby na dziedzińcu Zespołu Kościelno-Klasztornego oo. Franciszkanów-Reformatów w Wieliczce

W latach 1977 i 1998 dokonano ekshumacji i prawnego rozpoznania jego szczątków, a następnie przeniesiono je do wnętrza Sanktuarium Matki Bożej Łaskawej w Wieliczce, pozostawiając jego symboliczny grób przed kościołem.
Warto dodać, że dwukrotnie (9 października 1961 i 23 kwietnia 1970) grób i celę br. Alojzego Kosiby odwiedził kard. Karol Wojtyła, późniejszy papież i święty.

## Proces beatyfikacyjny
Przekonani o jego świątobliwym życiu oraz łaski zdziałane za jego pośrednictwem skłoniły ojców franciszkanów do poczynienia starań w celu wyniesienia go na ołtarze. Proces informacyjny rozpoczął się 13 maja 1963 w siedzibie Metropolitów Krakowskich przez ówczesnego wikariusza kapitulnego bp. Karola Wojtyłę, który po zbadaniu dokumentacji oraz przesłuchaniu około 50 świadków jego życia zamknął to postępowanie 10 maja 1966, po czym akta zostały przekazane Stolicy Apostolskiej. 4 czerwca 2004 Kongregacja Spraw Kanonizacyjnych wydała dekret o ważności postępowania informacyjnego, a następnie w 2007 staraniem o. Wenantego Miziniaka OFM i o. Salezego Bogdana Brzuszka OFM złożono tzw. Positio wymagane w dalszej procedurze beatyfikacyjnej. Postulatorem generalnym procesu mianowano początkowo o. Antonia Cairoliego OFM, potem o. Lucę M. De Rosę OFM, a następnie Giovangiuseppę Califanę OFM. 14 czerwca 2016 odbyła się sesja konsultorów teologicznych w Rzymie, po czym 7 lipca 2017 został podpisany przez papieża Franciszka dekret o heroiczności jego cnót. Odtąd przysługuje mu tytuł Czcigodnego Sługi Bożego.

## Upamiętnienie
- W 1944 prof. Stefan Chmiel namalował portret br. Alojzego, który umieszczono przy furcie klasztornej, gdzie on najczęściej przebywał z ubogimi
- Zespół Szkół w Wieliczce nosi im. Alojzego Kosiby. Jest on również patronem miejscowego przedszkola nr 5[10]. W miejscowości tej otwarto następnie placówkę Caritasu Archidiecezji krakowskiej – Dom dla ubogich, którego patronem został również br. Alojzy Kosiba oraz ustawiono przed nim pomnik jemu poświęcony[11]. Ponadto jedną z ulic w Wieliczce nazwano jego imieniem[12].
- W 2007 nakręcono film pt. Braciszek poświęcony życiu br. Alojzego Kosiby w reżyserii Andrzeja Barańskiego z główną rolą Artura Barcisia[13]
- W intencji próśb zanoszonych do Boga za jego wstawiennictwem, w każdy drugi czwartek każdego miesiąca o godz. 18:00 odprawiana jest msza święta i odmawiane są modlitwy przy trumience kryjącej jego szczątki w Sanktuarium Matki Bożej Łaskawej w Wieliczce, jak również o jego rychłą beatyfikację[14]